# 주앙 시우베이라 두스 산투스
주앙 시우베이라 두스 산투스(포르투갈어: Juan Silveira dos Santos, 1979년 2월 1일 ~ )는 주앙(포르투갈어: Juan)이라고도 불리는 브라질의 전 축구 선수로, 포지션은 센터백이다.
플라멩고에서 경력을 시작한 그는 2012년 Internacional에서 브라질로 돌아오기 전에 바이어 레버쿠젠과 로마에서 10년을 유럽에서 뛰었다.
주앙은 브라질 국가대표로 79경기에 출전하여 7골을 기록했다. 2개의 FIFA 월드컵, 3개의 FIFA 컨페더레이션스 컵, 3개의 코마 아메리카 토너먼트에서 국가를 대표하여 후자의 두 이벤트 중 2개를 우승했다.

## 국가대표 경력
- 2001 코파 아메리카
- 2003 FIFA 컨페더레이션스컵
- 2004 코파 아메리카
- 2005 FIFA 컨페더레이션스컵
- 2006 FIFA 월드컵
- 2007 코파 아메리카
- 2009 FIFA 컨페더레이션스컵
- 2010 FIFA 월드컵

## 수상

### 우승
- 캄페오나투 카리오카 : 1996, 1999, 2000, 2001, 2017, 2019
- 캄페오나투 가우슈 : 2013, 2014, 2015
- 코파 두스 캄페오스 : 2001
- 코파 메르쿠소르 : 1999
- 코파 지 오루 : 1996
- 코파 이탈리아 : 2007-08
- 수페르코파 이탈리아나 : 2007
- 코파 아메리카 : 2004, 2007
- FIFA 컨페더레이션스컵 : 2005, 2009

### 개인
- 키커 올해의 팀 : 2003-04
- 코파 아메리카 베스트 : 2004